# Kayle Browning
Kayle Browning (* 9. Juli 1992 in Conway, Arkansas) ist eine US-amerikanische Sportschützin.

## Erfolge
Kayle Browning tritt bei internationalen Wettkämpfen im Trap an. Sie begann im Alter von acht Jahren mit dem Sportschießen, als sie zwölf war, nahm sie an ihren ersten Wettbewerben teil. Ihre ersten internationalen Medaillen gewann sie bei den Panamerikanischen Spielen. 2011 belegte sie in Guadalajara in der Einzelkonkurrenz den dritten Platz und gewann in dieser vier Jahre später in Toronto die Silbermedaille. 2018 folgte der Gewinn der Bronzemedaille mit der Mannschaft bei den Weltmeisterschaften in Changwon. Ihren bis dahin größten Erfolg erzielte sie schließlich 2019, als sie mit der Mannschaft in Lonato del Garda Weltmeisterin wurde.
Bei den 2021 ausgetragenen Olympischen Spielen 2020 in Tokio trat Browning in zwei Wettbewerben an. Im Einzel qualifizierte sie sich mit 121 Punkten für das Finale und setzte dort ihre gute Leistung fort. Nachdem vier ihrer fünf Konkurrentinnen ausgeschieden waren, unterlag sie im letzten Durchgang nur der Slowakin Zuzana Rehák-Štefečeková und gewann mit insgesamt 42 Treffern vor Alessandra Perilli aus San Marino die Silbermedaille. Weniger erfolgreich verlief dagegen der Wettkampf im Mixed. Zusammen mit Derrick Mein schoss Browning nur 140 Punkte und schied als 13. von 16 Startern in der Qualifikation aus.
Browning absolvierte ein Studium der Innenarchitektur an der University of Central Arkansas.